# Acta Scientiarum Mathematicarum
Acta Scientiarum Mathematicarum (também referenciado como Acta Sci. Math. (Szeged) ou apenas Acta Szeged) é um periódico matemático, editado e publicado em Szeged, no Instituto de Matemática János Bolyai da Universidade de Szeged. Foi fundado em 1922 por Alfréd Haar e Frigyes Riesz. O editor-chefe atual é László Kérchy.